# 下顎第二小臼歯
下顎第二小臼歯（かがくだいにしょうきゅうし、英語: mandibular second premolar）は下顎第一小臼歯の遠心にある小臼歯。
近心側隣接歯：下顎第一小臼歯
遠心側隣接歯：下顎第一大臼歯
対合歯：上顎第一小臼歯と上顎第二小臼歯
下顎第二小臼歯の機能は、咀嚼中に下顎第一大臼歯のアシストを行うことである。下顎第二小臼歯は通常三咬頭である。頬側に大きな咬頭がある。舌側二咬頭は良く発達し、機能咬頭である。したがって、下顎第一小臼歯は犬歯に似ているが、下顎第二小臼歯は下顎第一大臼歯に似ている。
生後2年～2.25年の頃に石灰化を開始し、歯冠の完成は6～7歳頃、11～12歳で口腔に萌出し、12～14歳頃に歯根が完成する。
日本では一般的に、左側第二小臼歯を左下5番（表記は┌の中に5を入れた物）、右側第二小臼歯を右下5番（表記は┐の中に5を入れた物）と呼ぶが、この他、左側を20、右側を29とする表記法や、左側を35、右側を45とする表記法も国際的に知られる。